# Bradford (Illinois)
Bradford é uma vila localizada no estado americano de Illinois, no Condado de Stark.

## Demografia
Segundo o censo americano de 2000, a sua população era de 787 habitantes. 
Em 2006, foi estimada uma população de 773, um decréscimo de 14 (-1.8%).

## Geografia
De acordo com o United States Census Bureau tem uma área de 
1,0 km², dos quais 1,0 km² cobertos por terra e 0,0 km² cobertos por água. Bradford localiza-se a aproximadamente 246 m acima do nível do mar.

## Localidades na vizinhança
O diagrama seguinte representa as localidades num raio de 24 km ao redor de Bradford. 